# Antidesma fleuryi
Antidesma fleuryi är en emblikaväxtart som beskrevs av François Gagnepain. Antidesma fleuryi ingår i släktet Antidesma och familjen emblikaväxter. Inga underarter finns listade i Catalogue of Life.